# Metaxymorpha hilleri
Metaxymorpha hilleri es una especie de escarabajo del género Metaxymorpha, familia Buprestidae. Fue descrita científicamente por Nylander en 2004.